# John Astin
John Astin (né le 30 mars 1930 à Baltimore) est un acteur, réalisateur, scénariste et producteur de cinéma américain.
Il est principalement connu pour avoir incarné Gomez Addams dans la série La Famille Addams.

## Biographie

### Jeunesse
John Astin est né à Baltimore, au Maryland, fils de Margaret Linnie (née Mackenzie) et Dr Allen Varley Astin, qui est le directeur de la National Bureau of Standards (maintenant The National Institute of Standards and Technology). Il est de la promotion de 1952 à l'Université Johns-Hopkins, après un séjour au Washington & Jefferson College. C'est là qu'il étudie en mathématiques avant d'entreprendre une Majeure en Arts Dramatiques à Johns Hopkins, où il est également membre de la Fraternité Phi Kappa Psi.

### Carrière
Astin commence dans le théâtre, effectuant des voix hors-champ pour des films publicitaires. Sa première grande chance est venue dans un petit mais mémorable rôle dans West Side Story, récompensée aux Oscars, en 1961. En 1962-1963, il occupe le premier rôle dans les sitcom I'm Dickens, He's Fenster avec Marty Ingels, qui ne dure qu'une saison, avec 31 épisodes. De 1964 à 1966, il occupe le premier rôle dans La Famille Addams (The Addams Family) sous les traits du personnage de Gomez Addams, le macabre chef de famille.

### Retour à La Famille Addams
Il revient à l'émission de télé La Nouvelle famille Addams (The New Addams Family) sous les traits de Grandpapa Addams, aux côtés de son successeur Glenn Taranto (en), dans le rôle iconique de Gomez.

### Autres rôles
Astin joue également le Sphynx (Riddler) dans l'émission Batman après le départ de Frank Gorshin pour la deuxième saison (Gorshin est revenu à la troisième saison). Il fait également une apparition remarquée dans la série télévisée de mystère Arabesque, en tant que le vilain shérif Harry Pierce. Il a un rôle périodique dans l'émission de télé américaine Night Court sous les traits de Buddy, ancien patient psychiatrisé et excentrique beau-père du personnage principal, le juge Harry Stone. De façon régulière, on le voit également jouer le rôle de Ed LaSalle dans le bref sticom Mary de Mary Tyler Moore, pendant la saison 1985-86.
Astin reçoit une nomination de prix de l'Académie pour Prélude, un court-métrage qu'il écrit, produit, et dirige. Il est nommé pour le Ace Award pour son travail à l'émission Les Contes de la crypte, et reçoit une nomination Emmy pour la voix de Gomez dans la version en dessins animés de La Famille Addams, produits par la chaîne ABC-TV. Il fait également la voix du personnage Bull Gator dans la série animée Taz-Mania, le diable de Tasmanie (Taz-Mania). Astin siège pendant quatre ans au Conseil d'Administration de la Guilde des Auteurs Américains (Writers Guild of America), et est actif dans les activités communautaires de Los Angeles et de Santa Monica.
Il continue à travailler en tant que comédien, apparaissant dans la série de films des Tomates Tueuses (Killer Tomatoes) sous les traits du professeur Gangreen et comme un autre professeur dans The Adventures of Brisco County Jr.. Il également joué dans la tournée du spectacle Edgar Allan Poe : Il était une fois minuit (Edgar Allan Poe: Once Upon a Midnight), écrit par Paul Day Clemens et Ron Magid. Dans une entrevue accordée au journal le Baltimore Examiner, en décembre 2007, Astin résume ainsi son expérience de comédien : « Nous luttons tous (pour notre survie), et ce fut souvent mon cas, mais, (en fin de compte) j'ai a eu beaucoup de plaisir. J'ai participé à des centaines d'émissions de télé et tourné dans 30 à 40 films et j'aime jouer. Je suis tout particulièrement content d'avoir participé à la pièce sur Poe. Ça a été fantastique. »

### Enseignement
Astin enseigne actuellement la méthode Stanivslaski ("method acting and directing") lors de conférences sur l'écriture dramatique à l'Université Johns-Hopkins, son alma mater (c'est-à-dire l'université dans laquelle il a jadis été élève).
En commentant sa double carrière, il déclare, en 2007 : « Je ne connais pas une seule université d'importance qui ait un acteur connu comme enseignant, au quotidien.»; Il espère rétablir une Majeure en arts dramatiques à l'université, en faisant remarquer qu'il est un des rares à avoir obtenu un diplôme en arts dramatiques à Hopkins.

### Vie privée
John Astin a cinq fils, dont trois (David, Allen, et Tom) de sa première épouse, Suzanne Hahn, et un (Mackenzie Astin) de sa deuxième épouse, l'actrice Patty Duke. À son mariage avec Patty, John adopte légalement le second fils de Patty Duke, âgé alors de 3 ans, Sean Astin (connu pour avoir incarné Sam Gamegie dans la saga Seigneur des Anneaux), né d'une précédente union avec Michaël Tell, son père biologique.
John Astin est actuellement marié à Valerie Ann Sandobal et vit à Baltimore.
Son jeune frère, Alexandre Astin, est un professeur émérite à l'université de Californie à Los Angeles (UCLA).

## Filmographie

### Comme acteur

#### Cinéma
- 1960 : The Pusher de Gene Milford
- 1961 : West Side Story de Robert Wise : Glad Hand, Social Worker Leading Dance
- 1962 : Un soupçon de vison (That Touch of Mink) de Delbert Mann : Mr. Everett Beasley
- 1962 : L'École des jeunes mariés (Period of Adjustment) de George Roy Hill : Smoky Anderson
- 1963 : The Wheeler Dealers d'Arthur Hiller : Hector Vanson
- 1963 : Pousse-toi, chérie (Move Over, Darling) de Michael Gordon : Clyde Prokey (insurance agent)
- 1967 : Trois fantômes à la plage (The Spirit is willing) de William Castle : Dr Frieden
- 1968 : Prelude (CM) de lui-même
- 1968 : Candy de Christian Marquand : T.M. Christian / Jack Christian
- 1969 : Viva Max! de Jerry Paris : Sgt. Valdez
- 1971 : Bunny O'Hare de Gerd Oswald : Ad
- 1972 : Wacky Taxi
- 1972 : Every Little Crook and Nanny (en) de Cy Howard : Vito Garbugli
- 1972 : Get to Know Your Rabbit de Brian De Palma : Mr. Turnbull
- 1973 : The Brothers O'Toole de Richard Erdman : Michael O'Toole / Desperate Ambrose Littleberry
- 1976 : Un vendredi dingue, dingue, dingue (Freaky Friday) de Gary Nelson : Bill Andrews
- 1985 : Bonjour les vacances II (European Vacation) d'Amy Heckerling : Kent Winkdale
- 1987 : Body Slam (en) de Hal Needham : Scotty
- 1987 : Teen Wolf 2 de Christopher Leitch : Dean Dunn
- 1988 : Le Retour des tomates tueuses (Return of the Killer Tomatoes!) : Prof. Gangreen
- 1989 : Night Life (en) de David Acomba : Verlin Flanders
- 1990 : Les Tomates tueuses contre-attaquent (Killer Tomatoes Strike Back!) de John De Bello : Jeronahew / Prof. Gangreen
- 1990 : Gremlins 2 : La Nouvelle Génération (Gremlins 2: The New Batch) de Joe Dante : Janitor
- 1991 : Killer Tomatoes Eat France! de John De Bello : Prof. Mortimer Gangreen
- 1993 : Huck and the King of Hearts : Zach
- 1993 : Stepmonster (en) de Jeremy Stanford : Minister
- 1994 : Le Silence des jambons (Il Silenzio dei prosciutti) de Ezio Greggio : The Ranger
- 1996 : Fantômes contre fantômes (The Frighteners) de Peter Jackson : The Judge
- 2000 : Kid Quick de Michael Dow : Kid Quick
- 2001 : Betaville de Tom Small : Président Sender
- 2002 : Out of Habit de Robin Larsen : Father Reilly

#### Télévision
- 1962 : I'm Dickens, He's Fenster (en) (série télévisée) : Dickens
- 1964 - 1966 : La Famille Addams : Gomez Addams
- 1966 : Les Mystères de l'Ouest (The Wild Wild West), (série télévisée) - Saison 2 épisode 19, La Nuit des Cosaques (The Night of the Tartar) : Count Nikolai Sazanov
- 1967 : Sheriff Who : Roy Slade
- 1966 : The Pruitts of Southampton (en) ("The Pruitts of Southampton") (série télévisée) : Rudy Pruitt (1967)
- 1969 : The CBS Playhouse: Experiment (en)
- 1971 : Two on a Bench : Dr Stanley Remington
- 1971 : Le Virginien saison 9 épisode 24 (Jump-Up) : Slick Driscoll
- 1972 : Evil Roy Slade (en) : Evil Roy Slade
- 1974 : Panique dans le téléphérique (Skyway to Death) : Andrew Tustin
- 1974 : Miss Kline, We Love You
- 1974 : Only with Married Men : Dr Harvey Osterman
- 1975 : Le Rêve brisé (en) (The Dream Makers) : Manny Wheeler
- 1977 : Opération charme (en) (Operation Petticoat) : Lt. Cmdr. Matthew Sherman
- 1977 : La Famille Addams : C'est la fête (Halloween with the New Addams Family) : Gomez Addams
- 1984 : Riptide (série télévisée)- Saison 2 épisode 13, "Baxter et Boz": Baxter
- 1985 : Mary (série télévisée) : Ed LaSalle
- 1986 : Fantôme pour rire : Neil Witherspoon
- 1987 : Adventures Beyond Belief
- 1989 : The Saint: The Blue Dulac
- 1990 : La Guerre des tomates ("Attack of the Killer Tomatoes") (série télévisée) : Dr Putrid T Gangreen (voix)
- 1991 : Taz-Mania, le diable de Tasmanie (Taz-Mania) (série télévisée) : Bull Gator (voix)
- 1992 : The Addams Family (en) (série télévisée) : Gomez Addams (voix)
- 1994 : Runaway Daughters : Minute Man 1
- 1994 : Aladdin (série télévisée) : Additional Voices (voix)
- 1995 : Harrison Bergeron : Golf Announcer
- 1995 : Les Histoires Farfelues de Félix Le Chat (The Twisted Adventures of Felix the Cat) (série télévisée) : Additional Voices (voix)
- 1996 : Une nounou d'enfer (The Nanny) (série télévisée) : Dr. Roberts (saison 3, épisode 20 / saison 4, épisode 9)
- 1998 : La Nouvelle Famille Addams : Grand-père Addams
- 2000 : Becker (série télévisée) : Richard Wilson
- 2005 : School of Life : Stormin' Norman Warner

### Comme réalisateur

#### Cinéma
- 1968 : Prelude
- 1972 : Wacky Taxi
- 1988 : Night Creatures (vidéo)

#### Télévision
- 1976 : Holmes et Yoyo ("Holmes and Yo-Yo") (série télévisée)
- 1977 : Rosetti and Ryan: Men Who Love Women
- 1977 : Opération charme (Operation Petticoat)
- 1977 : Chips ("CHiPs") (série télévisée)
- 1977 : Opération charme (Operation Petticoat) (série télévisée)
- 1980 : Getting There
- 1980 : Ethel Is an Elephant
- 1983 : Just Our Luck (en) (série télévisée)

### Comme scénariste
- 1968 : Prelude

### Comme producteur
- 1968 : Prelude